# Symplecta luctuosipes
Symplecta luctuosipes là một loài ruồi trong họ Limoniidae. Chúng phân bố ở miền Cổ bắc.